# Особняк с мезонином (Новосибирск)
Каменный особняк с мезонином (Жилой дом Е. Г. Иконниковой) — одноэтажный особняк, построенный в начале 1900-х годов. Расположен в Железнодорожном районе Новосибирска. Памятник архитектуры регионального значения.

## Описание
Квадратное в плане здание с деревянной галереей и мезонином имеет Г-образную пристройку с южной стороны.
Главный северный фасад здания выходит на красную линию улицы Чаплыгина. Его центральную часть выделяет мезонин. Кирпичные ленточные наличники обрамляют прямоугольные окна с закруглёнными углами.
С западной стороны к главному фасаду примыкают кованые ворота, имеющие такую же стилистику, что и фасады особняка. Их выполненные в мелкой кирпичной пластике устои соответствуют угловым пилястрам дома и завершаются башенками, увенчанными шлемовидными кровельками.
Здание имеет кирпичный цоколь и скатную крышу с металлической кровлей.
Основной объём здания на две части разделяет капитальная стена : в одной части находится зал с входом в пристройку, внутри которой сохранён декорированный участок наружной стены, другая часть разделена перегородкой на вестибюль с лестницами (к мезонину и в подвал) и гостиную.

## История
Территория, на которой был построен особняк, предположительно принадлежала торговому дому Е. Г. Иконниковой.
В 1980-х годах в здании располагалось танцевальное общество «Терпсихора».

## Организации
По данным на 2018 год в здании находится Областной центр русского фольклора и этнографии.